# Rio Agârcia
O Rio Agârcia é um rio da Romênia afluente do rio Bistriţa, localizado no distrito de Neamţ.